# Gerichtsbezirk Sterzing
Der Gerichtsbezirk Sterzing war ein dem Bezirksgericht Sterzing unterstehender Gerichtsbezirk in der Gefürsteten Grafschaft Tirol. Der Gerichtsbezirk umfasste Teile des Wipptals sowie seiner Nebentäler und gehörte zum Bezirk Brixen. Nach dem Ersten Weltkrieg musste Österreich den gesamten Gerichtsbezirk an Italien abtreten.

## Geschichte
Der Gerichtsbezirk Sterzing wurde durch eine 1849 beschlossene Kundmachung der Landes-Gerichts-Einführungs-Kommission geschaffen und umfasste ursprünglich die 19 Gemeinden Brenner, Gossensas, Jaufenthal, Mareith, Mauls, Mittenwald, Pfitsch, Pflersch, Ratschings, Reifenstein, Ridnaun, Sterzing, Stilfes, Straßberg, Telfes, Thuins, Trens, Tschöfs und Wiesen.
Der Gerichtsbezirk Sterzing bildete im Zuge der Trennung der politischen von der judikativen Verwaltung
ab 1868 gemeinsam mit dem Gerichtsbezirk Brixen den Bezirk Brixen.
Der Gerichtsbezirk wies 1869 eine Bevölkerung von 9.752 Personen auf.
1910 wurden für den Gerichtsbezirk 11.793 Personen ausgewiesen, von denen 11.509 Deutsch (97,6 %) und 57 Italienisch oder Ladinisch (0,5 %) als Umgangssprache angaben.
Durch die Grenzbestimmungen des am 10. September 1919 abgeschlossenen Vertrages von Saint-Germain wurde der Gerichtsbezirk Sterzing zur Gänze Italien zugeschlagen, lediglich der nördlich der neuen Grenze verbliebene Teil der Gemeinde Brenner blieb bei Österreich und wurde der Gemeinde Gries am Brenner eingegliedert.

## Gerichtssprengel
Der Gerichtssprengel umfasste 1910 die 18 Gemeinden Brenner, Gossensaß, Jaufenthal, Mareit, Mauls, Mittewald, Pfitsch, Pflersch, Ratschings, Ridnaun, Ried, Sterzing, Stilfes, Telfes, Thuins, Trens, Tschöfs und Wiesen.